# Lasówki (województwo wielkopolskie)
Lasówki (dawniej Lasówko) – wieś w Polsce położona w województwie wielkopolskim, w powiecie grodziskim, w gminie Grodzisk Wielkopolski
Wieś położona jest 3 km na północny zachód od miasta, przy trasie 308 do Nowego Tomyśla. Siedziba Nadleśnictwa Grodzisk z wieloma nowymi zabudowaniami.
Znajduje się tu wydzielone z terenu leśnego założenie parkowe (12,20 ha) z ponad 100-letnim drzewostanem w tym kilkoma pomnikowymi drzewami. Uchwałą Rady Miasta i Gminy z dnia 5 listopada 1991 obszar ten uznano za chroniony. W jego obrębie zachowała się eklektyczna willa, a właściwie dworek myśliwski z lat ok. 1880–1890 zbudowany dla Heidrów. Później była to siedziba rządcy majątków kolejnych właścicieli - Zimmermannów. Obecnie jest własnością Lasów Państwowych. Dalej na zachód położona jest duża szkółka leśna.
W Lasówkach mieszkał słynny chodziarz długodystansowy Zbigniew Klapa.